# Jean-Noël René Clair
Jean-Noël René Clair (né à Tübingen en Allemagne, le 18 décembre 1953) est un réalisateur français de films pornographiques gays, créateur de la société de production de films JNRC Production et du site Mediacastings.com. Jean-Noël René Clair a réalisé 80 films sur une période de 15 ans (1995/2010).

## Biographie
Né en Allemagne d'un père militaire, il commence à travailler comme DJ dans une boîte de nuit gay au Luxembourg puis au Tiffany à Metz, au Phono Club à Hagondange, au W.A à Metz, au J.C. Daussan Club Privé à Metz, puis il part à Marseille. Il commence à tourner des films pornographiques en 1993. Il crée sa société de production en 1994, produisant des films mettant en scène des militaires (en particulier des légionnaires), des pompiers, des sportifs (en particulier des footballeurs). Ce sont principalement des hommes présentés comme hétérosexuels se masturbant seuls ou ayant des rapports sexuels : « Son truc à lui, ce sont les garçons réputés hétéro placés dans des circonstances objectivement gay ».
Il est aussi connu pour tourner dans les pays de l'Est ou avec des personnages nord africains résidant en France.
Après son 80e film tourné en Bulgarie, il est arrêté le 12 mai 2010 à Plovdiv par la police bulgare,. Il est condamné à un an de prison avec sursis pour proxénétisme le 13 septembre 2010.

## Filmographie
- 1995 : Légionnaires 1 et 2
- 1995 : Pompiers 1 et 2
- 1995 : XXL
- 1995 : Zone Interdite 1 et 2
- 1996 : Bidasses
- 1996 : Matricule 13
- 1996 : CCCP
- 1996 : USSR
- 1996 : Studio Beurs 1 et 2
- 1997 : Balkans Connection
- 1998 : Footballeurs
- 1998 : Fx
- 1998 : Coupe 98 (Cup)
- 1998 : But
- 1998 : Foot'x 1, 2, 3 et 4
- 1998 : Colors
- 1999 : Casernes
- 1999 : Outrage
- 1999 : Section 666
- 1999 : Horizons
- 2000 :  Break
- 2000 : Game Over 1 et 2
- 2001 : Wake Up
- 2001 : Carton Rouge
- 2001 : Turcs
- 2001 : Gitans
- 2001 : Sens Interdit 1 et 2
- 2002 : Lutteurs
- 2002 : Gipsy'sex
- 2003 : Studio Beurs 3 et 4
- 2003 : Studio Banlieue
- 2004 : Dix
- 2004 : Bi One 1
- 2005 : Bi One 2
- 2005 : Sud
- 2005 : Garde à Vous
- 2006 : Bidasses Blacks Blancs Beurs 1, 2 et 3
- 2006 : Another World 1 et 2
- 2006 : Good Times 1 et 2
- 2006 : Tropics
- 2007 : M 1 et 2
- 2007 : Again
- 2007 : Pool Position
- 2007 : C'X
- 2007 : Stand By
- 2007 : Sspeed
- 2007 : Scratch
- 2007 : Full Act
- 2007 : System D : Version 1.0, Version 2.0 et Version 3.0
- 2008 : Best Of Solo 1, 2, 3 et 4
- 2008 : BBK 1, BBK 2, BBK 3 et BBK 4
- 2009 : BBK S, BBK 5, BBK 6 et BBK 7
- 2010 : Bombers
- 2010 : Express